# Chyba tak...
Chyba tak... (tytuł oryg. I Think I Do) – amerykański film fabularny z 1997 roku, napisany i wyreżyserowany przez Briana Sloana. W rolach głównych wystąpili w nim Alexis Arquette, Christian Maelen, Tuc Watkins, Guillermo Díaz oraz Lauren Vélez. Projekt opowiada o miłosnych perypetiach pary przyjaciół z college'u oraz innych ich bliskich znajomych. Światowa premiera obrazu odbyła się 20 czerwca 1997 w trakcie Międzynarodowego Festiwalu Filmów o Tematyce Homoseksualnej w San Francisco. We wrześniu film zaprezentowano widzom festiwalu w Toronto, a pięć miesięcy później, w lutym 1998, wyświetlono go w trakcie Berlinale. Kinowa premiera Chyba tak... miała miejsce 10 kwietnia 1998. Projekt wyróżniony został nominacjami do dwóch nagród filmowych

## Opis fabuły
Bob skrycie podkochuje się w Brendanie, koledze z college'u, który uważany jest za heteroseksualistę. Ten w istocie jest jednak gejem, o czym nie wie Sarah, chcąca ułożyć z nim sobie życie. Cała trójka, podobnie jak kilkoro innych przyjaciół, otrzymuje zaproszenie na ślub Carol i Matta, którzy zmagają się z własnymi problemami miłosnymi. Bob na weselu pojawi się w towarzystwie Sterlinga Scotta, swojego partnera, przystojnego i męskiego aktora telewizyjnego. Cały czas będzie jednak myślał o Brendanie.

## Obsada
- Alexis Arquette − Bob
- Christian Maelen − Brendan
- Tuc Watkins − Sterling Scott
- Lauren Vélez − Carol
- Jamie Harrold − Matt
- Guillermo Díaz − Eric
- Maddie Corman − Beth
- Marianne Hagan − Sarah
- Elizabeth Rodriguez − Celia
- Patricia Mauceri − panna Rivera
- Marni Nixon − ciotka Alice
- Arden Myrin − Wendy
- Lane Janger − barman

## Produkcja
Reżyser Brian Sloan wpadł na pomysł zrealizowania filmu jako dwudziestoparolatek. Inspiracją do napisania scenariusza okazały się dla niego ceremonie zaślubin jego przyjaciół. Projekt powstawał w październiku 1996 roku. Odwołano się w nim do wyborów prezydenckich w Stanach Zjednoczonych, które w listopadzie 1996 zwyciężył Bill Clinton. Christian Maelen nie posiadał doświadczenia aktorskiego, gdy został zaangażowany w produkcję. Pracował jako kurier, a po dostarczeniu przesyłki wytwórni sprawującej pieczę nad projektem Sloana został poproszony o udział w castingu do roli Brendana. Chyba tak... jest pierwszym filmem fabularnym z udziałem Tuca Watkinsa (odliczając jeden poprzedni, w którym jego nazwisko nie zostało wymienione w napisach końcowych). Producent Lane Janger wystąpił w filmie w roli cameo, jako barman. Zdjęcia powstawały w Nowym Jorku (w tym w Brooklynie), w Secaucus w stanie New Jersey oraz w Waszyngtonie, między innymi na uczelni George Washington University.

## Festiwale filmowe
Obraz zaprezentowano podczas następujących festiwali filmowych:
- 20 czerwca 1997: Międzynarodowy Festiwal Filmów o Tematyce Homoseksualnej w San Francisco[1]
- 11 września 1997: 22. Międzynarodowy Festiwal Filmowy w Toronto[1]
- 13 lutego 1998: 48. Międzynarodowy Festiwal Filmowy w Berlinie[1]
- 13 września 1998: Festiwal Filmowy w Atenach[1]
- 4 października 1998: Międzynarodowy Festiwal Filmów o Tematyce Homoseksualnej w Tampie[1]
- Listopad/grudzień 1999: Verzaubert − Międzynarodowy Festiwal Filmów o Tematyce Homoseksualnej (Niemcy)[6]

## Nagrody i wyróżnienia
- 1999, ALMA Awards:
  - nominacja do nagrody ALMA w kategorii wybitna aktorka w filmie pełnometrażowym (wyróżniona: Lauren Vélez)[2]
- 1999, Verzaubert − Międzynarodowy Festiwal Filmów o Tematyce Homoseksualnej:
  - nominacja do nagrody Rosebud w kategorii najlepszy film (Brian Sloan)[2]